# Buis-sur-Damville
Buis-sur-Damville ist eine ehemalige französische Gemeinde mit 1022 Einwohnern (Stand: 1. Januar 2020) im Département Eure in der Region Normandie. Sie gehörte zum Arrondissement Bernay. Die Bewohner werden Buxéens und Buxéennes oder Buxériens und Buxériennes genannt.
genannt.
Der Erlass vom 20. November 2018 legte mit Wirkung zum 1. Januar 2019 die Eingliederung von Buis-sur-Damville als Commune déléguée zusammen mit den früheren Gemeinden Mesnils-sur-Iton, Grandvilliers und Roman zur neuen Commune nouvelle Mesnils-sur-Iton fest.

## Geographie
Buis-sur-Damville liegt etwa 21 Kilometer südsüdwestlich von Évreux und etwa 47 Kilometer südöstlich von Bernay in der Landschaft Roumois.
Umgeben wird Buis-sur-Damville von den Nachbargemeinden und anderen Communes déléguées von Mesnils-sur-Iton:
| Damville (Commune déléguée)      | Sylvains-Lès-Moulins Chambois               | Chavigny-Bailleul              |
| Roman (Commune déléguée)         | Kompassrose, die auf Nachbargemeinden zeigt | Moisville Marcilly-la-Campagne |
| Grandvilliers (Commune déléguée) | Droisy                                      |                                |

## Geschichte
Buis-sur-Damville entstand 1972 aus dem Zusammenschluss der bis dahin eigenständigen Gemeinden Boissy-sur-Damville, Créton und Morainville-sur-Damville.

## Bevölkerungsentwicklung
| Buis-sur-Damville: Einwohnerzahlen von 1793 bis 2020                                                                       | Buis-sur-Damville: Einwohnerzahlen von 1793 bis 2020 | Buis-sur-Damville: Einwohnerzahlen von 1793 bis 2020 | Buis-sur-Damville: Einwohnerzahlen von 1793 bis 2020 | Buis-sur-Damville: Einwohnerzahlen von 1793 bis 2020 |
| --- | ---------------------------------------------------- | ---------------------------------------------------- | ---------------------------------------------------- | ---------------------------------------------------- |
| Jahr |                                                      |                                                      |                                                      | Einwohner                                            |
| 1793 | 1793                                                 |                                                      | 290                                                  | 290                                                  |
| 1800 | 1800                                                 |                                                      | 232                                                  | 232                                                  |
| 1806 | 1806                                                 |                                                      | 310                                                  | 310                                                  |
| 1821 | 1821                                                 |                                                      | 223                                                  | 223                                                  |
| 1831 | 1831                                                 |                                                      | 252                                                  | 252                                                  |
| 1836 | 1836                                                 |                                                      | ?                                                    | ?                                                    |
| 1841 | 1841                                                 |                                                      | 240                                                  | 240                                                  |
| 1846 | 1846                                                 |                                                      | 257                                                  | 257                                                  |
| 1851 | 1851                                                 |                                                      | 215                                                  | 215                                                  |
| 1856 | 1856                                                 |                                                      | 215                                                  | 215                                                  |
| 1861 | 1861                                                 |                                                      | 202                                                  | 202                                                  |
| 1866 | 1866                                                 |                                                      | 209                                                  | 209                                                  |
| 1872 | 1872                                                 |                                                      | 217                                                  | 217                                                  |
| 1876 | 1876                                                 |                                                      | 217                                                  | 217                                                  |
| 1881 | 1881                                                 |                                                      | 195                                                  | 195                                                  |
| 1886 | 1886                                                 |                                                      | 200                                                  | 200                                                  |
| 1891 | 1891                                                 |                                                      | 204                                                  | 204                                                  |
| 1896 | 1896                                                 |                                                      | 194                                                  | 194                                                  |
| 1901 | 1901                                                 |                                                      | 188                                                  | 188                                                  |
| 1906 | 1906                                                 |                                                      | 210                                                  | 210                                                  |
| 1911 | 1911                                                 |                                                      | 203                                                  | 203                                                  |
| 1921 | 1921                                                 |                                                      | 177                                                  | 177                                                  |
| 1926 | 1926                                                 |                                                      | 166                                                  | 166                                                  |
| 1931 | 1931                                                 |                                                      | 162                                                  | 162                                                  |
| 1936 | 1936                                                 |                                                      | 149                                                  | 149                                                  |
| 1946 | 1946                                                 |                                                      | 178                                                  | 178                                                  |
| 1954 | 1954                                                 |                                                      | 148                                                  | 148                                                  |
| 1962 | 1962                                                 |                                                      | 141                                                  | 141                                                  |
| 1968 | 1968                                                 |                                                      | 119                                                  | 119                                                  |
| 1975 | 1975                                                 |                                                      | 433                                                  | 433                                                  |
| 1982 | 1982                                                 |                                                      | 522                                                  | 522                                                  |
| 1990 | 1990                                                 |                                                      | 638                                                  | 638                                                  |
| 1999 | 1999                                                 |                                                      | 768                                                  | 768                                                  |
| 2006 | 2006                                                 |                                                      | 854                                                  | 854                                                  |
| 2013 | 2013                                                 |                                                      | 988                                                  | 988                                                  |
| 2020 | 2020                                                 |                                                      | 1.022                                                | 1.022                                                |
| Quelle(n): EHESS/Cassini bis 1999, INSEE ab 2006 Anmerkung(en): Ab 1962 offizielle Zahlen ohne Einwohner mit Zweitwohnsitz |                                                      |                                                      |                                                      |                                                      |

## Sehenswürdigkeiten
- Kirche Sainte-Radégonde in Morainville aus dem 17. Jahrhundert, seit 1926 als Monument historique eingeschrieben
- Kirche Notre-Dame in Créton
- Kirche Saint-Martin in Boissy
- Megalith (Pierre Pécoulée)
- Schloss Bois-Giroult
- Schloss Gérier, heute Museum

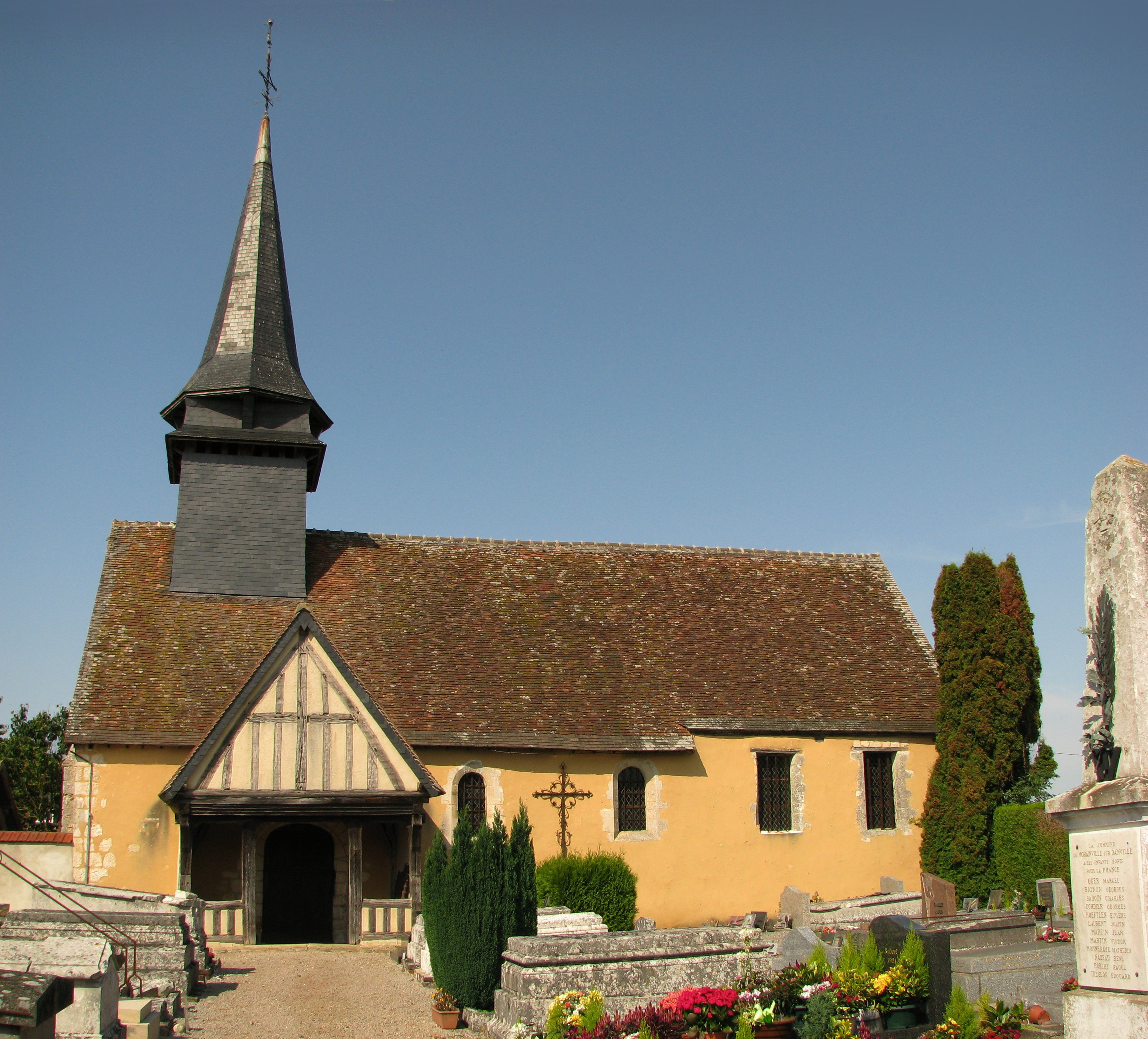
Kirche Sainte-Radégonde
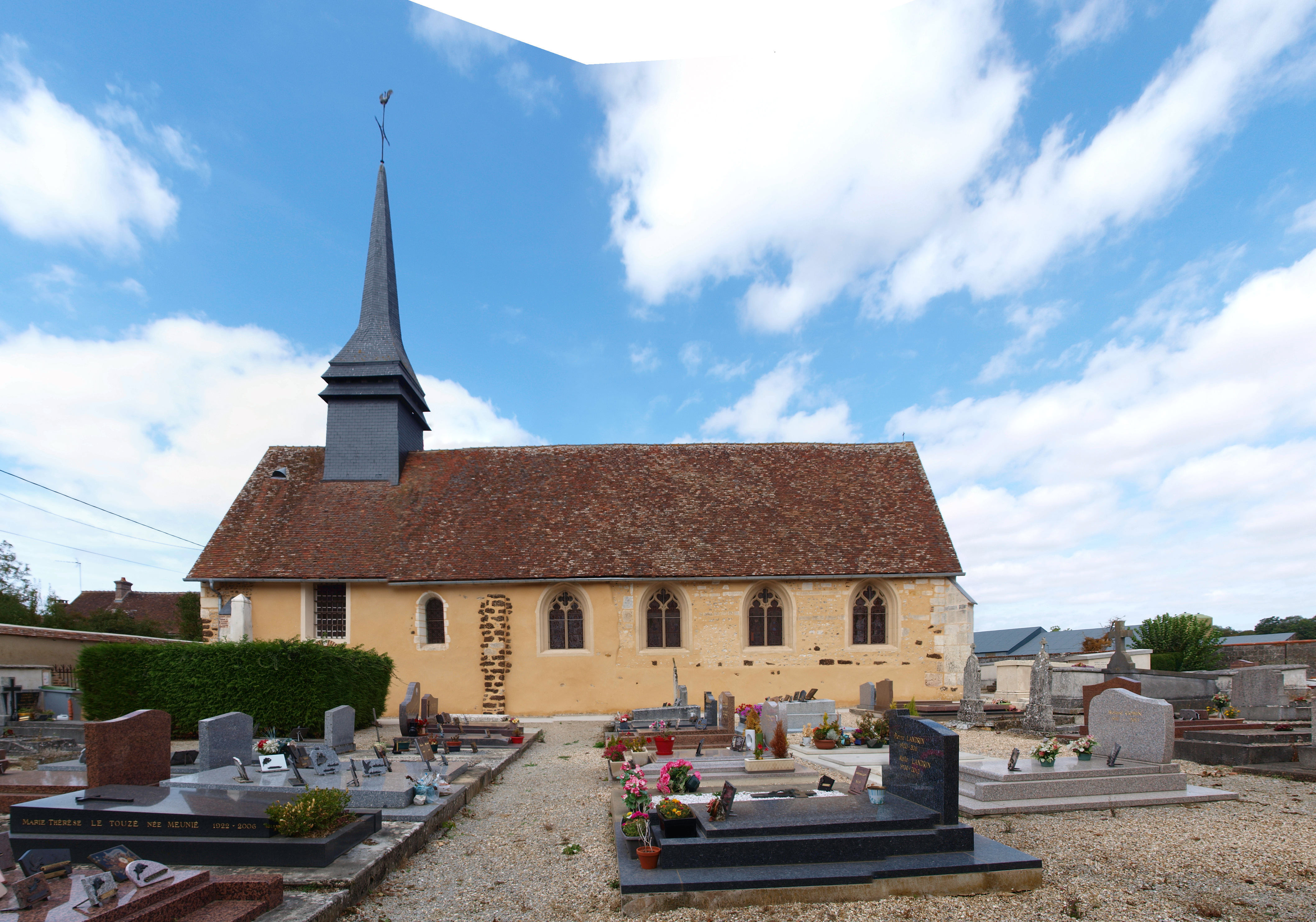
Kirche Notre-Dame in Créton